# 胡戈·于爾登

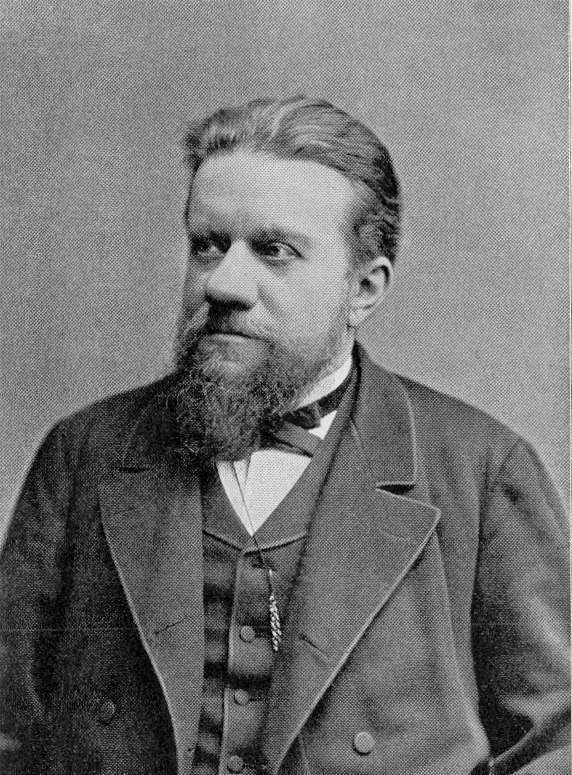
胡戈·于爾登

約翰·奧古斯特·胡戈·于爾登（瑞典語：Johan August Hugo Gyldén，1841年5月29日—1896年11月9日），芬兰瑞典族天文學家，主要研究是天體力學。

## 經歷
于爾登生於赫爾辛基，父親是赫爾辛基大學古典哲學教授尼爾斯·亞伯拉罕·于爾登，母親是女男爵 貝亞塔·索菲亞·弗雷德（Beata Sofia Wrede）。于爾登在赫爾辛基大學就讀，並於1860年取得該校物理與數學學院頒發的碩士學位。1871年他被瑞典皇家科学院雇用，並成為斯德哥爾摩天文台台長。1872年他成為瑞典皇家科學院院士。
于爾登在斯德哥爾摩逝世。

## 榮譽
- 月球上的于尔登陨石坑
- 小行星806